# 雪乃さやか
雪乃 さやか（ゆきの さやか 、2月12日 - ）は、日本の女性声優。フリー。長野県出身。
2016年12月まではアクロス エンタテインメントに所属していた。

## 出演作品

### テレビアニメ
- 蟲師 続章（2014年、幹太の妻）[1]

### ゲーム
- FRONTIER GATE（2011年、依頼人、北方部族の少年、開拓者）
- 幻獣姫（2014年、ヴィーナス）
- 魔法少女(仮)（2014年、梶谷弓月）
- メイデンクラフト（2014年、梶谷弓月）[2]
- ポケットガール 〜永久の錬金術師〜（2015年、初期少女、モラル）[3]
- ポイッとヒーロー（2015年、ポリアフ、レタッチリ）
- 円環のパンデミカ code -S-（2016年、織原アゲハ[4]）
- BLUE PROTOCOL[5]（2023年）

### ドラマCD
- 超訳百人一首 うた恋い。（侍女、2011年）

### 吹き替え
- グッド・ネイバー（2017年、アシュリー）

### ラジオ
- 智一・美樹のラジオビッグバン（アシスタント：第8期BGP）（文化放送：2009年11月 - 2010年10月）
- ミニミニラジオビッグバン（超!A&G+：2009年4月 - 2009年9月）
- 金田朋子のお金は友達！（アシスタント）
- おしゃべりやってまーす 増刊号（ゲスト出演）
- うもラジ〜ゆきみゆSayYou Factory〜（エフエムびざん、FMがいや、高知シティFM　2013年7月 - 2015年9月）

### デジタルコミック
- モーションコミック「死者狂」（河木上子、2014年）
- モーションコミック「The blossom」（アセビ、2015年[6][7]）

### ナレーション
- Google（WEB)
- ムビチケ（全国松竹系映画館）

### テレビ番組
- おしりキッズ（カジリエッタちゃん[8][注 1]、NHK BSプレミアム：2012年 - 2013年）

### MC
- アニメ「レベルE」先行試写会
- 映画「ひみつのアッコちゃん」試写会
- 知英「知英物語〜生まれたての私〜」出版記念イベント
- ふるさと祭り東京 〜日本のまつり・故郷の味〜 2013、2014、2015、2016、2017

### 雑誌・コラム
- 『月刊 Kazi』初心者雪乃の習練日誌
- 『セールボート教書』
- 『Boat CLUB』12月号　雪乃さやかが、初めてずくめの海の旅へ
- 『月刊 Kazi』雪乃さやかのマリン業界お仕事訪問
- 『声優ラジオの時間 NEXT SEASON』
- 『続 お笑いラジオの時間』コラム
- 『声優ラジオの時間 アンコール』コラム
- 『声優RadioMAG』
- 『声優ラジオの時間 ゴールデン』コラム